# Truita de Clark
La truita de Clark (Oncorhynchus clarkii) és una espècie de peix de la família dels salmònids i de l'ordre dels salmoniformes.

## Subespècies
- Oncorhynchus clarkii clarkii (Richardson, 1836). Els mascles poden assolir 99 cm de longitud total[1] i 18,6 kg de pes.[2][3] Menja peixets, crustacis i insectes.[4] És depredat per Oncorhynchus clarki, Oncorhynchus kisutch, Oncorhynchus mykiss i Phoca vitulina.[5] Viu en zones d'aigües dolces, salobres i marines temperades (61°N-40°N) fins als 200 m de fondària.,[6][3] des d'Alaska[7][8][9] fins al riu Eel (nord de Califòrnia, Estats Units).[3] Pot arribar a viure 10 anys.[10] Es comercialitza fresc i es consumeix fregit, rostit i al forn.[2]
- Oncorhynchus clarkii pleuriticus (Cope, 1872)[11] Viu en zones d'aigües dolces temperades,[3] a Nord-amèrica: riu Colorado.[3]